# Poutníci (hudební skupina)
Poutníci jsou česká bluegrassová skupina, vzniklá v roce 1970.
Největších úspěchů dosáhli v letech 1979–1991, kdy byl členem skupiny banjista, skladatel a zpěvák Robert Křesťan a další hráč na banjo Luboš Malina, který je považován za jednoho z nejlepších českých banjistů a který hraje také na mnoho jiných nástrojů. V letech 1982 a 1983 skupina vyhrála plzeňskou Portu.

## Současná sestava
- Jiří Karas Pola – kontrabas, zpěv-od roku 1980
- Jan Máca – mandolína a zpěv-od roku 1997
- Peter Vošta – banjo-od roku 2020
- Kuba Bílý – kytara a zpěv-od roku 2009

## Diskografie
- Poutníci, 1987
- Wayfaring Strangers, 1989
- Chromí koně, 1990
- The Days Of Auld Lang Syne, 1991
- Poutníci Live, 1991
- Je to v nás, 1992
- Písně brněnských kovbojů, 1994
- Co už je pryč, 1997
- Krajní meze, 1998
- Vzpomínky, 1999
- Pláč a smích, 2003
- Poutníci 2006, 2006
- Poutníci slaví 40-live, 2010
- Country Vánoce, 2013
- Zlatá éra (1983–1991), 2017
- Stíny na střechách, 2020

## Nejznámější písně
- Pojďme se napít
- Až uslyším hvízdání
- Panenka
- Napsal jsem jméno svý na zdi
- Podobenství o náramcích
- Tažní koně
- ...a o mužským štěstí